# نبيل غلام
نبيل غلام، Nabil Gholam مهندس ومعماري لبناني مزدوج الجنسية (لبنانية فرنسية)، ومخطط حضري، أسس مركز الهندسة الدولي تحت عنوان مركز المهندس نبيل غلام. ولد سنة 1962 ببيروت عاصمة لبنان.
درس الهندسة المعمارية في جامعة باريس في فيلمين قبل الانتقال إلى نيويورك لاستكمال دراساته في التخطيط الحضري بجامعة كولومبيا في مدينة نيويورك.
خططت شركة غلام لإنشاء مجمع أوكسي  الهندسي أوكسيدنتال بتروليوم في حرم الجامعة الأمريكية في بيروت، وكان أول مشروع في لبنان سجل تحت لشهادة LEED الريادة في تصميمات الطاقة والبيئة.
Nabil Gholam مهندس لبناني ومؤسّس شركة Nabil Gholam Architects، إحدى شركات الهندسة المعدودة الحاصدة للجوائز العالمية في منطق الشرق الأوسط.

## ملخص السيرة في مجال الهندسية
درس نبيل Nabil Gholam الهندسة في مدرسة الفنون الجميلة في باريس سنة 1986 والتخطيط المدني في جامعة Columbia سنة 1988 ونال شهادة ماجستير وجائزة أفضل أطروحة.
بعدها قام بالانضمام إلى مكتب ريكاردو بوفيل Ricardo Bofill للهندسة وأنجز العديد من المشاريع الضخمة موزّعة على حوالي 20 بلدًا أهمّها فرنسا والولايات المتّحدة الأميركية، دبي، بريطانيا، الأردن، قطر، إسبانيا وذلك بين سنوات 1988 إلى 1994.
قرر نبيل غلام العودة إلى بيروت الوطن الأم، وأنشأ ورشة مشروع هندسة خاصًّا به، مركز نييل غلام للهندسة سنة 1994، والذي يضمّ اليوم أكثر من 70 مصمّمًا ومهندسًا محترفًا من جميع أقطاب العالم،
Nabil Gholam مهندس لبناني ومؤسّس شركة Nabil Gholam Architects، إحدى شركات الهندسة اللبنانية الحاصدة لجوائز عالمية في منطق الشرق الأوسط. والتي تضمّ اليوم أكثر من 70 مصمّمًا ومهندسًا محترفًا من جميع أقطاب العالم،
أسّس مكتبًا أوروبيًا في Barcelona عام 2006، وانتقل إلى Seville سيفيل  في سنة 2010، لإدارة شؤون هذا المكتب دوليًا.
في سنة 1996، دخل  نبيل غلام القفض الذهبي وعقد قرانه على السيدة آنا كوربيرو Ana Corbero وهي فنّانة تشكيلية.

## هندسة صديقة للطبيعة
تميل هندسة نبيل غلام في مشاريع الهندسة إلى الهندسة الصديقة للطبيعة، وقد فاز في مسابقة عالمية تهتمّ بهذا الموضوع سنة 2006، الذي كان في مشروعا في حرم الجامعة الأميركية في بيروت، فكان هذا المشروع الأول الذي ينال شهادة LEED شهادة الريادة للمؤسّسة التي تعنى بالهندسة الصديقة للبيئة. واختير المشروع نفسه لجوائز World Architecture News Awards سنة 2010. علاوةً على ذلك، فازت شركة غلام نبيل سنة 2006 بجائزة بفضل مشروع حدائق الدوحة النمودجي.

## وصلات خارجية
- Official website